# The Champs
The Champs waren eine US-amerikanische Rockband, die Mitte der 1950er-Jahre in Kalifornien gegründet wurde.

## Geschichte
Im Jahr 1957 bekam die Gruppe aus wechselnden Studiomusikern um den Gitarristen Dave Burgess ihren ersten Plattenvertrag. 1958 hatte sie mit ihrer Debüt-Single, dem Instrumentaltitel Tequila, einen weltweiten Millionenseller, der allein in Amerika fünf Wochen den ersten Platz der Charts belegte und als erster Hit der populären Musik einen Grammy (für die beste Rhythm-and-Blues-Platte des Jahres) erhielt.
Geschrieben hatte diesen Song Danny Flores (unter dem Pseudonym Chuck Rio), der Saxophonist der Band, der in dem Stück auch den markanten Ausruf „Tequila!“ ruft. Der zweite Titel El Rancho Rock kam nur noch auf Platz 30, und Flores beschloss, als Solist weiterzumachen. Für ihn kam Jimmy Seals, der Dash Crofts als Schlagzeuger mitbrachte.
Die großen Hits blieben für die Champs nach 1958 zwar aus und die Gruppe löste sich 1966 auf, Seals & Crofts blieben aber zusammen und bildeten ab 1970 ein höchst erfolgreiches Softrock-Duo, das mit den Liedern Summer Breeze (1972), Diamond Girl (1973) und Get Closer (1976) drei Top-Ten-Hits in den USA hatte.
Danny Flores spielte Tequila mehr als vier Jahrzehnte lang. Das Lied tauchte immer wieder in Werbespots auf. Flores verstarb am 18. September 2006 an den Folgen einer Lungenentzündung.